# 卡夫雷哈斯德尔皮纳尔
卡夫雷哈斯德尔皮纳尔，是西班牙卡斯蒂利亚-莱昂索里亚省的一个市镇。总面积124平方公里，总人口462人（2001年），人口密度4人/平方公里。